# کبوتر چتم
کبوتر چَتِم (نام علمی: Hemiphaga chathamensis) که با نام کبوتر جزیره چَتِم یا پریا نیز نامیده می‌شود، پرندهای بومی جزایر چتِم در نیوزیلند است. با رشد تا وزن ۸۰۰ گرم و طول ۵۵ سانتی‌متر، کبوتر جزیره چتِم با کبوتر نیوزیلندی (Hemiphaga novaeseelandiae)، تنها گونه دیگر در سردهٔ Hemiphaga وابسته است.
در حالی که IUCN به عنوان آسیب‌پذیر ارزیابی می‌کند، در نیوزیلند به شدت در معرض تهدید تلقی می‌شود. جمعیت کبوتر جزیره چتِم با بهبودی از ۴۰ پرنده در دهه ۱۹۸۰، اکنون بیش از ۶۰۰ فرد است و این گونه توسط IUCN به عنوان «آسیب‌پذیر» و توسط سازمان حفاظت نیوزیلند در سال ۲۰۱۷ به عنوان «در معرض تهدید - در سطح ملی آسیب‌پذیر» رتبه‌بندی شده است.